# Mayonaka Heart Tune
Mayonaka Heart Tune (真夜中ハートチューン Mayonaka Hāto Chūn, "Nhịp điệu trái tim giữa đêm khuya") là một bộ manga do Igarashi Masakuni sáng tác và minh họa. Kōdansha đã đăng tải dài kỳ tác phẩm trên tập san Weekly Shōnen Magazine từ tháng 9 năm 2023, và biên soạn các chương truyện thành 9 tập tankōbon. Câu chuyện xoay quanh Yamabuki Arisu – một nam sinh từng say mê chương trình radio đêm khuya do cô gái bí ẩn "Apollo" thực hiện, đã gia nhập câu lạc bộ phát thanh của trường để giúp bốn nữ sinh theo đuổi ước mơ và tìm ra ai trong số họ chính là Apollo. Xưởng Gekkō phụ trách phần hoạt họa cho bản anime truyền hình chuyển thể, dự kiến phát sóng chính thức vào năm 2026 dưới vai trò điều phối của NBCUniversal.

## Cốt truyện
Yamabuki Arisu là một nam sinh năm hai tại Trường Trung học Fūrin. Cậu thường xuyên nghe và trò chuyện với Mayonaka Heart Tune – một chương trình phát thanh trực tuyến phát sóng vào ban đêm do một cô gái trẻ dẫn dưới biệt danh "Apollo". Trong quá trình theo dõi chương trình, Yamabuki dần nảy sinh tình cảm với người dẫn. Sau khi chương trình ngừng phát sóng, Yamabuki bắt đầu tìm kiếm Apollo bằng cách chú ý đến giọng nói của các bạn nữ xung quanh. Một ngày nọ, cậu tình cờ nghe thấy một giọng nói quen thuộc trong khuôn viên trường và xác định rằng Apollo  đang tham gia câu lạc bộ phát thanh của Trường Fūrin. Câu lạc bộ gồm bốn nữ sinh cùng theo đuổi ước mơ làm việc trong lĩnh vực giọng nói. Dù nhận được nhiều quan tâm từ học sinh trong trường, các thành viên câu lạc bộ vẫn gặp nhiều khó khăn khi thực hiện ước mơ của bản thân. Yamabuki, với tính cách tự tin, quyết định hỗ trợ cả bốn theo đuổi ước mơ, đồng thời tìm ra ai trong số họ là Apollo.

## Nhân vật
Yamabuki Arisu (山吹 有栖)
Nhân vật chính, một nam sinh năm hai cấp 3. Là con trai duy nhất của nhà Yamabuki danh giá, có cái tôi rất cao, nhưng cũng có tính cách mạnh mẽ và quyết đoán.
Uzuki Shinobu (雨月 しのぶ)
Một nữ sinh trong câu lạc bộ phát thanh, có ước mơ trở thành một phát thanh viên.
Himekawa Nene (日芽川 寧々)
Một nữ sinh trong câu lạc bộ phát thanh, có ước mơ trở thành một diễn viên lồng tiếng.
Kirino Iko (霧乃 イコ)
Một nữ sinh trong câu lạc bộ phát thanh, có ước mơ trở thành một Vtuber.
Inohana Rikka (井ノ華 六花)
Một nữ sinh trong câu lạc bộ phát thanh, có ước mơ trở thành một ca sĩ.

## Truyền thông

### Manga
Mayonaka Heart Tune được viết và minh họa bởi Igarashi Masakuni. Truyện bắt đầu đăng nhiều kỳ Weekly Shōnen Magazine của nhà xuất bản Kodansha từ ngày 20 tháng 9 năm 2023. Truyện cũng được phát hành đồng thời bằng tiếng Anh trên dịch vụ kỹ thuật số K Manga của Kodansha. Trong một hội thảo tại San Diego Comic-Con 2024, Kodansha USA đã thông báo rằng họ đã cấp phép cho bộ truyện xuất bản bằng tiếng Anh bắt đầu từ quý 2 năm 2025.
Tập đầu tiên được phát hành vào ngày 15 tháng 12 năm 2023. Một bài viết quảng bá có nội dung phỏng vấn và cộng tác với VTuber Shigure Ui đã được xuất bản, cùng với bình luận từ diễn viên lồng tiếng Hanazawa Kana. Tập thứ hai được phát hành vào ngày 16 tháng 2 năm 2024. Để quảng bá cho tập này, một video đã được đăng tải có sự tham gia của Sakura Ayane lồng tiếng cho các nhân vật nữ.

#### Danh sách tập
| 1. Re:Start (RE：START) 2. Yamabuki Arisu ga o-okuri shimashita (山吹有栖がお送りしました) 3. Uso-tsuki (うそつき) | 1. Kisu made san-shūkan (キスまで3週間) 2. Overture (オーバーチュア Ōbāchua) |

| 1. Hazukashī nara kagi o kakero (恥ずかしいなら鍵をかけろ) 2. Kamera no mae dewa waraenai!! (カメラの前では笑えない!!) 3. Kimi no mae dewa waraenai…! (キミの前では笑えない…！) 4. Yoru made kōsu de futari kiri (夜までコースで２人きり) 5. Kyōhan (共犯 Kyōhan) | 1. Komon no namae wa Remon-chan (顧問の名前はレモンちゃん) 2. Dare no koe ka wakaranai (誰の声かわからない) 3. Yamabuki Arisu-kun desu (山吹有栖君です) 4. Flyby Anomaly (フライバイ・アノマリー Furaibai anomarī) |

| 1. Nene wa mita (寧々は見た) 2. Piece of Cake (PIECE OF CAKE Pīsu Obu Kēki) 3. O-atsui node o-ki o tsukete (お熱いのでお気をつけて) 4. Nijū-ten wa gosa no uchi (20点は誤差のうち) 5. Wasureppoi nda (忘れっぽいんだ Wasureppoi nda) | 1. Kanjō wa shōdō (感情は衝動 Kanjō wa shōdō) 2. Kanshō wa shōtō (感傷は昇騰) 3. Ribenji seikō (リベンジ成功 Ribenji seikō) 4. Zenbu kimi no sei dayo (全部 キミのせいだよ Zenbu kimi no seida yo) |

| 1. Seiten no hekireki (青天の霹靂) 2. Chokusetsu fureru nda (直接触れるんだ) 3. Kokufū hakuu (黒風白雨) 4. Kiss or Hug (キスorハグ Kisu oa hagu) 5. Sukoshi me o hanashita suki ni (少し目を離した隙に) | 1. Secret Track (SECRET TRACK Shīkuretto torakku) 2. Celestial [tenjō no] (cerestial［天上の］) 3. Rikka no saizenretsu de (六花の最前列で) 4. Hangyaku no akashi (反逆の証) |

| 1. Kijutsu mondai wa detarame (記述問題はでたらめ) 2. Yoru no kūki ni aterarete (夜の空気にあてられて) 3. Matsuza yori koi amaru (×ザヨリ・コイア〇（末座より・恋余る）) 4. Amida de kimatta kara (あみだで決まったから) 5. Futokoro ni hairu nda (懐に入るんだ) | 1. Shihō Yamabuki are yoru ga fukeru (四方山吹き荒れ夜が更ける) 2. Kimi no tame ni hito hada (君のために一肌) 3. Anata ga suki ka miseta gari no dotchi ka (あなたが好きか見せたがりのどっちか) 4. Taisetsu na ohanashi o (大切なお話を) |

| 1. Hanabi wa matte kurenai (花火は待ってくれない) 2. Mitsuketa (見つけた Mitsuketa) 3. Oikaze yōi (追い風用意) 4. Jijitsu dewa nai no dakedo… (事実ではないのだけど…) 5. Mitsumeru nabe wa nitatanai (見つめる鍋は煮立たない) | 1. Kuragae (鞍替え) 2. Osoro da yo (おそろだよ) 3. Hyakunen samenai koi o shiyō (百年醒めない恋をしよう) 4. Randebū shiyō ka (ランデブーしようか) |

| 1. Natsu no yari nokoshi (夏のやり残し) 2. Kakushigoto no sain (隠し事のサイン) 3. Koe kuchibiru ittō (Seishin ittō) (声唇一倒 （せいしんいっとう）) 4. Tonari ni wa ōfune ga (隣には大船が) | 1. Itsumo chikaku ni Yamabuki ga (いつも近くに山吹が) 2. Kaketai shōjo (かけたい少女) 3. Kigen no warui shōjo-tachi (機嫌の悪い少女たち) 4. Iya (嫌) |

| 1. Home-kotoba ni kanjō shite oku (誉め言葉に勘定しておく) 2. E? (え？) 3. Ukauka shi teru to… (うかうかしてると…) 4. Ren'ai no renshū (恋愛の練習) | 1. Nani mo hazubeki koto nado nai (何も恥ずべきことなどない) 2. Te no hira gaeshi (手のひら返し) 3. Swing by (スイングバイ Suingu Bai) 4. Yukue no hate (行方の果て Yukue no hate) |

| 1. Furetenai nda (触れてないんだ) 2. San-byō muon wa hōsō jiko (3秒無音は放送事故) 3. Oki ni mesu mama (お気に召すまま) 4. Dare? (誰?) 5. Pathfinder (パスファインダー Pasufaindā) | 1. Sōiu tokoro ga honto ni… (そういうところがホントに…) 2. Futari-kkiri ni naritai (二人っきりになりたい) 3. Yosomi no seida yo (よそ見のせいだよ) 4. Mokkai…! (もっかい…！) |

#### Chương truyện chưa xuất bảntankōbon
1. ￪ Kekkyoku kiai jūnibun (↑結局気合い十二分?)
2. Hito no me nanka ki ni naranai (人の目なんか気にならない?)
3. Sangatsu no usagi (3月のウサギ?)
4. Wasurenaide kure (忘れないでくれ?)
5. Tsukiyo ni senaka aburu (月夜に背中炙る?)
6. Kimi no sei / Sumeragi Ikon (キミのせい／すめらぎイコン?)
7. Gibu me a buzz (renraku mattemasu) (Give me a buzz（連絡待ってます)?)
8. Go hōbi no aisu-dai (ご褒美のアイス代?)
9. Daikirai (大嫌い?)
10. Sode o hikiau shōjo-tachi (袖を引き合う少女達?)
11. Aishiteru (愛してる?)

### Anime
Một bộ anime truyền hình chuyển thể đã được công bố vào ngày 14 tháng 3 năm 2025. Anime sẽ do Gekkō sản xuất và Takahashi Masayuki đạo diễn, với kịch bản do Sugawara Yukie viết và nhân vật do Shitaya Tomoyuki thiết kế. Anime dự kiến sẽ phát sóng vào năm 2026.

## Đón nhận
Bộ truyện đứng thứ 14 tại hạng mục Ấn phẩm in của Tsugi ni kuru Manga Taishō lần thứ mười (năm 2024).